# When the Going Gets Tough, the Tough Get Going
Singles de Billy Ocean
Suddenly
(1985) There'll Be Sad Songs (To Make You Cry)
(1986)
When the Going Gets Tough, the Tough Get Going est une chanson interprétée par Billy Ocean parue en single en novembre 1985 aux États-Unis.
Écrite et composée par Wayne Anton Brathwaite, Barry James Eastmond, Mutt Lange et Billy Ocean, elle est le thème musical du film Le Diamant du Nil, sorti la même année, où la chanson figurera sur la bande originale du film, puis sur l'album d'Ocean, Love Zone.
Le titre connaîtra un immense succès dans les charts internationaux, se classant notamment à la première place des charts britanniques, ainsi qu'à la deuxième place du Billboard Hot 100, hit-parade américain. En France, le single s'est classé à la sixième place du Top 50. La chanson a également reçu une certification d'or par la BPI.

## Single 12"
A1 When the Going Gets Tough, the Tough Get Going (extended version) — 5:43
A2 When the Going Gets Tough, the Tough Get Going (7" version) — 4:04
B1 When the Going Gets Tough, the Tough Get Going (club mix) — 7:35
B2 When the Going Gets Tough, the Tough Get Going (instrumental) — 5:12

## Reprise
La chanson est reprise en 1999 par le groupe irlandais Boyzone dans le cadre du Red Nose Day, un téléthon au profit de l'organisation caritative Comic Relief, et se classe en tête des ventes au Royaume-Uni.

## Classements
| Classement (1986)                               | Meilleure position |
| ----------------------------------------------- | ------------------ |
| Afrique du Sud (Springbok Radio)                | 1                  |
| Allemagne (Media Control AG)                    | 2                  |
| Australie (Kent Music Report)                   | 1                  |
| Autriche (Ö3 Austria Top 40)                    | 8                  |
| Belgique (Flandre Ultratop 50 Singles)          | 1                  |
| Belgique (Flandre VRT Top 30)                   | 1                  |
| Canada (100 Singles)                            | 1                  |
| Canada (Adult Contemporary)                     | 1                  |
| Canada (CHUM)                                   | 1                  |
| Espagne (AFYVE)                                 | 2                  |
| États-Unis (Adult Contemporary)                 | 2                  |
| États-Unis (Billboard Hot 100)                  | 2                  |
| États-Unis (Cash Box)                           | 1                  |
| États-Unis (Hot Black Singles)                  | 6                  |
| États-Unis (Hot Dance Club Play)                | 31                 |
| États-Unis (Hot Dance Music/Maxi-Singles Sales) | 19                 |
| Europe (Eurochart Hot 100)                      | 1                  |
| France (SNEP)                                   | 6                  |
| Irlande (IRMA)                                  | 1                  |
| Italie (FIMI)                                   | 16                 |
| Norvège (VG-lista)                              | 1                  |
| Nouvelle-Zélande (RMNZ)                         | 3                  |
| Pays-Bas (Nederlandse Top 40)                   | 1                  |
| Pays-Bas (Single Top 100)                       | 1                  |
| Pologne (Classements Singles)                   | 26                 |
| Royaume-Uni (UK Singles Chart)                  | 1                  |
| Suède (Sverigetopplistan)                       | 2                  |
| Suisse (Schweizer Hitparade)                    | 2                  |

| Classement (1986)                | Position |
| -------------------------------- | -------- |
| Afrique du Sud (Springbok Radio) | 8        |
| Australie (Kent Music Report)    | 2        |
| Belgique (Flandre Ultratop 50)   | 3        |
| Canada (Top 100 Singles)         | 14       |
| États-Unis (Billboard Hot 100)   | 31       |
| États-Unis (Cash Box)            | 32       |
| Pays-Bas (Nederlandse Top 40)    | 1        |
| Pays-Bas (Single Top 100)        | 4        |
| Suisse (Schweizer Hitparade)     | 16       |